# Хрести (в'язниця)
«Хрести» (рос. Кресты) — слідчий ізолятор в російському місті Санкт-Петербург, один із найвідоміших та найбільших в Росії. Офіційна назва — Федеральна казенна установа «Слідчий ізолятор №1» (Установа ІЗ 47/1) ФСВПР Росії по місту Санкт-Петербургу та Ленінградській області. Розташований за адресою: Арсенальна набережна, 7.
Відкритий як петербурзька одиночна в'язниця, запущена в 1893 році на Виборзькій стороні, що складалася з двох хрестоподібних за формою корпусів, розрахована на кримінальних злочинців та містила понад тисячу одиночних камер, в'язні яких примусово працювали. Петербурзькі «Хрести» стали зразком для зведення радянських одиночних в'язниць у XX ст. (в Самарі, Челябінську та інших містах) [1] .
У 2007 році розпочато будівництво нового ізолятора на 4 тис. місць в місті Колпіно під назвою «Хрести-2». У кінці 2017 року з переїздом ізолятора в нову будівлю комплекс на Арсенальній набережній був закритий.